# گراندیزول
گراندیزول (به انگلیسی: Grandisol) با فرمول شیمیایی C۱۰H۱۸O یک ترکیب شیمیایی با شناسه پاب‌کم ۱۶۹۲۰۲ است. که جرم مولی آن 154.25 g/mol می‌باشد. 